# Белошников, Сергей Владимирович
Серге́й Влади́мирович Бело́шников (19 ноября 1952, Рига — 31 декабря 2023, Москва) — российский кинорежиссёр, сценарист, продюсер, писатель.

## Биография
Родился 19 ноября 1952 года в Риге. В 1978 году окончил Ленинградское художественное училище имени В. А. Серова. В 1978—1981 годах работал директором Художественной школы министерства культуры СССР.
В 1981 году поступил на режиссёрский факультет Всесоюзного государственного института кинематографии (мастерская Юрия Озерова), который окончил в 1986 году.
Работал режиссёром на киностудиях «Ленфильм», «Мосфильм», на «киностудии им. Горького».
Режиссёр видеоклипов и рекламных роликов. Соавтор сценария и режиссёр телеигры «Попади в кадр!». С 1999 года — продюсер компании «Видео-Арт».

## Личная жизнь
Первый брак:  Людмила Львовна Белошникова (род. 1957). 
Дочь — Маргарита Сергеевна Белошникова (Чубова-Белошникова, род. 1982). 
Внучка — Мария Максимовна Чубова-Белошникова (род. 2003).
Внук — Макар Максимович Чубов-Белошников  ( род. 2016).
Второй брак: Надежда Смирнова (1962—1995), актриса.

## Фильмография

#### Режиссёр
- 1987 — Счастливо оставаться!
- 1990 — Ловкач и Хиппоза
- 2001 — Клетка
- 2005 — Полнолуние
- 2006 — Палач

#### Сценарист
- 1986 — И никто на свете (совместно с В. Осляком, В. Довганем)
- 1987 — Счастливо оставаться!
- 1989 — В знак протеста
- 1989 — Камышовый рай
- 1990 — Ай лав ю, Петрович
- 1990 — Ловкач и Хиппоза
- 1990 — Палач
- 1991 — След дождя
- 1997 — Бедная Саша
- 2001 — Клетка
- 2003 — Пассажир без багажа
- 2003 — Вкус убийства
- 2005 — Полнолуние (совместно с К. Афанасьевой, А. Лунгиным)
- 2006 — Палач
- 2013 — Точка взрыва

#### Продюсер
- 2000 — Маросейка, 12 (совместно с Ю. Сапроновым)
- 2003 — Вкус убийства (совместно с М. Широковым)
- 2003 — Зачем тебе алиби? (совместно с М. Широковым)
- 2003 — Пассажир без багажа (совместно с М. Широковым)
- 2005 — Полнолуние
- 2005 — Свой человек
- 2006 — Палач
- 2013 — Точка взрыва

## Признание и награды
- 1988 — Международный кинофестиваль короткометражных фильмов в Оберхаузене (Приз Центра кино для детей и юношества, фильм «Счастливо оставаться!»)
- 2000 — Международный кинотелефорум «Правопорядок и общество» в Москве (Приз за лучший игровой сериал, фильм «Маросейка, 12»)